# Политические партии Республики Абхазия
На сегоднчшний день в реестр министерства юстиции Республики Абхазия включено свыше 14 партий и общественно-политических движений:
- Общественно-политическое движение «Айдгылара» /Единение/,
- Движение матерей Абхазии за мир и социальную справедливость,
- Конгресс русских общин соотечественников России в Абхазии,
- Аинар
- Коммунистическая партия Абхазии,
- Народная партия Абхазии,
- Республиканское общественно-политическое движение «Айтайра» /«Возрождение»/,
- Абхазская республиканская организация общественно-политического движения «Амцахара» /Родовые огни/,
- Республиканская партия «Апсны»,
- Республиканское общественно-политическое движение «Единая Абхазия»,
- Социал-демократическая партия Абхазии,
- Республиканское общественно-политическое движение «Аиааира» (Победа),
- Партия «Форум народного единства Абхазии»,
- Партия экономического развития Абхазии.

## Политические партии Абхазии
| №  | Название                              | Сокращение | Идеология                                                                   | Лидер(ы)        | Создана | Зарегистрирована |
| -- | ------------------------------------- | ---------- | --------------------------------------------------------------------------- | --------------- | ------- | ---------------- |
| 1  | Единая Абхазия                        |            | правоцентризм, республиканизм, социальный консерватизм                      | Сергей Шамба    | 2004    | 2004             |
| 2  | Амцахара («Родовые огни»)             |            | правая, национализм, русофилия, клановость                                  | Алхас Квициния  | 1999    | 1999             |
| 3  | Коммунистическая партия Абхазии       | КПРА       | коммунизм, марксизм-ленинизм, секуляризм                                    | Бакур Бебия     | 1994    | 1994             |
| 4  | Айтайра («Возрождение»)               |            | центризм, русофилия, антиатлантизм                                          | Леонид Лакербая | 2006    | 2020             |
| 5  | Народная партия Абхазии               | НПА        | центризм, демократия, патриотизм                                            | Якуб Лакоба     | 1992    | 1992             |
| 6  | Социал-демократическая партия Абхазии | СДПА       | левая, социал-демократия, общественная собственность                        | Генадий Аламиа  | 2004    | 2004             |
| 7  | Аидгылара («Единение»)                |            | экономический либерализм, популизм, реформизм, национализм                  | Кан Кварчия     | 1988    | 2020             |
| 8  | Аинар                                 |            | правая, национализм, прямая демократия, традиционализм, идеология «Апсуара» | Тенгиз Джопуа   | 2010    | 2010             |
| 9  | Республиканская партия «Апсны»        | «Апсны»    | республиканизм, либерализм                                                  | Гиви габния     | 2006    | 2016             |
| 10 | Народный Фронт Абхазии                | НФА        | республиканизм, левый национализм                                           | Лаша Сакания    | 2015    | 2015             |
| 11 | Акзаара («Стабильность»)              |            | республиканизм, прямая демократия, правоцентризм                            | Леонид Дзяпшба  | 2018    | 2019             |

Представители 6 партий вошли в состав Народного собрания республики
| Партия                                                    | Число депутатов | Позиция                                 |
| Аитайра («Возрождение»)                                   | 28              | Выражают поддержку Президенту С.Багапшу |
| Амцахара («Родовые огни»)                                 | 28              | Выражают поддержку Президенту С.Багапшу |
| Единая Абхазия                                            | 28              | Выражают поддержку Президенту С.Багапшу |
| Форум Народного единства Абхазии                          | 7               | Представители оппозиции                 |
| Коммунистическая партия Абхазии                           | 7               | Представители оппозиции                 |
| Конгресс русских общин соотечественников России в Абхазии | 7               | Представители оппозиции                 |

## Комментарии
1. ↑  Якуб Лакоба умер 9 июля 2022 года.[3]